# NT Lan Manager
NTLM (New Technology LAN Manager) est un protocole d'authentification utilisé dans diverses implémentations des protocoles réseau Microsoft et pris en charge par le « NTLMSSP » (Fournisseur de support de sécurité NT LM). À l'origine utilisé pour une authentification et une négociation sécurisée, NTLM est aussi utilisé partout dans les systèmes de Microsoft comme un mécanisme d'authentification unique (single sign-on).
Ce protocole n'est plus recommandé par Microsoft depuis 2010 et une faille critique est révélée sur celui-ci en 2024.

## Protocole
NTLM utilise un mécanisme de « stimulation/réponse » (« challenge-response ») pour l'authentification, dans laquelle les clients sont capables de prouver leurs identités sans envoyer un mot de passe au serveur. Cela consiste en trois messages, généralement mentionnés comme Type 1 (la négociation), Type 2 (la stimulation) et Type 3 (l'authentification). Il fonctionne essentiellement comme suit :
1. Le client envoie un message Type 1 au serveur. Celui-ci contient principalement une liste des fonctionnalités prises en charge par le client et demandées au serveur.
2. Le serveur répond par un message Type 2. Celui-ci contient une liste de fonctionnalités prises en charge et accordées par le serveur. Le plus important cependant, il contient une « stimulation » produite par le serveur.
3. Le client répond à la « stimulation » avec un message Type 3. Celui-ci contient plusieurs informations au sujet du client, comprenant le domaine et le nom d'utilisateur du client. Il contient également une ou plusieurs réponses à la « stimulation » Type 2.

Les réponses dans le message du type 3 sont la partie la plus critique, car elles prouvent au serveur que l'utilisateur client a la connaissance du mot de passe du compte.
L'authentification Stimulation/Réponse de Windows NT ne pouvant pas franchir un pare-feu, elle est surtout utile sur les intranets, où la communication intervient derrière le pare-feu d'une organisation. Elle est aussi souvent utilisée pour l'authentification des utilisateurs sur un serveur proxy.

## Histoire
Depuis 2010, Microsoft recommande de ne plus utiliser NTLM.
Le 6 décembre 2024, une vulnérabilité critique affectant les systèmes d’exploitations, de Windows 7 jusqu’à Windows 11, ainsi que les versions Microsoft Servers. Cette faille permet à des attaquants de voler les identifiants NTLM des utilisateurs.